# Баньюло, Уго
Виктор Уго Баньюло Фернандес (исп. Víctor Hugo Bagnulo Fernández; 23 июля 1915, Монтевидео — 7 февраля 2008, Монтевидео) — уругвайский футболист и тренер. Наиболее известен успешной работой с уругвайским грандом, «Пеньяролем», с которым он выиграл пять национальных чемпионских титулов.

## Карьера
Карьера футболиста Баньюло длилась 12 лет (с 1935 по 1947 год), он играл за уругвайские клубы «Сентраль», «Дефенсор Спортинг» и «Данубио». Его первый опыт тренерства пришёл во время турне «Дефенсора» по Чили в 1946 году, где он привёл клуб к победе с разгромным счётом 6-0 в товарищеском матче против чилийского гранда «Коло-Коло».
Он также сыграл один матч за сборную Уругвая в Копа Ньютон против Аргентины, игра закончилась поражением со счётом 4-1, 25 мая 1942 года.
В 1947 году он присоединился к «Данубио», где был одновременно игроком и тренером молодёжи. После ухода из спорта через год он стал главным тренером клуба. В 1952 году он покинул клуб, чтобы работать в «Дефенсоре», а три года спустя, в 1955 году он был назначен тренером сборной Уругвая. С Уругваем он выиграл Чемпионат Южной Америки по футболу 1956, прежде чем был заменён на Хуана Лопеса Фонтану в 1957 году.
В 1958 году он получил первый опыт работы с «Пеньяролем», с которым он выиграл два чемпионских титула в 1958 и 1959 годах, после ухода Баньюло команда продолжала доминировать в южноамериканском футболе и в следующие несколько лет уже под руководством преемника, Роберто Скароне. После ухода из «Пеньяроля» Баньюло вернулся в «Дефенсор», а позже тренировал «Насьональ», «Рампла Хуниорс», «Монтевидео Уондерерс», свой бывший клуб «Сентраль» и «Уракан Бусео». Он также успел поработать за рубежом: в Аргентине («Росарио Сентраль») и в Перу («Альянса Лима»).
На Чемпионате мира 1962 Баньюло был также помощником тренера сборной Уругвая, Хуана Карлоса Корацо, совместно с Хуаном Лопесом Фонтаной и Роберто Скароне.
В период с 1970 по 1973 год он второй раз тренировал Уругваей, с которым он квалифицировался на Чемпионат мира по футболу 1974, но его заменил Роберто Порта до начала турнира. Затем он вернулся в «Пеньяроль» в 1973 году и выиграл три чемпионских титула подряд (в 1973, 1974 и 1975 годах), а также Тереза Эррера Трофи в 1974 и 1975 годах. После периода работы в «Ливерпуле Монтевидео» в 1976 году он вновь занял пост тренера Уругвая в 1978 году, но пробыл на посту недолго.
Его последним клубом стал тот самый «Пеньяроль», в который он пришёл в 1982 году, это время надолго вошло в историю клуба, так как они выиграли национальный чемпионат, Кубок Либертадорес (победив чилийский «Кобрелоа» в финале) и Межконтинентальный кубок по футболу (выиграв у европейского чемпиона «Астон Виллы»).

## Достижения (тренерские)
Клуб
- Чемпионат Уругвая: 1958, 1973, 1974, 1975, 1982 (с «Пеньяролем»)
- Кубок Либертадорес: 1982 (с «Пеньяролем»)
- Межконтинентальный кубок: 1982 (с «Пеньяролем»)

Сборная
- Копа Америка: 1956 (с Уругваем)